# Isogonalia conflicta
Isogonalia conflicta är en insektsart som beskrevs av Young 1977. Isogonalia conflicta ingår i släktet Isogonalia och familjen dvärgstritar. Inga underarter finns listade i Catalogue of Life.